# Motogiro d'Italia
Il Motogiro d'Italia, popolarmente chiamato Motogiro, è stata una competizione motociclistica di gran fondo su strada svoltasi in Italia dal 1953 al 1957.

## Storia

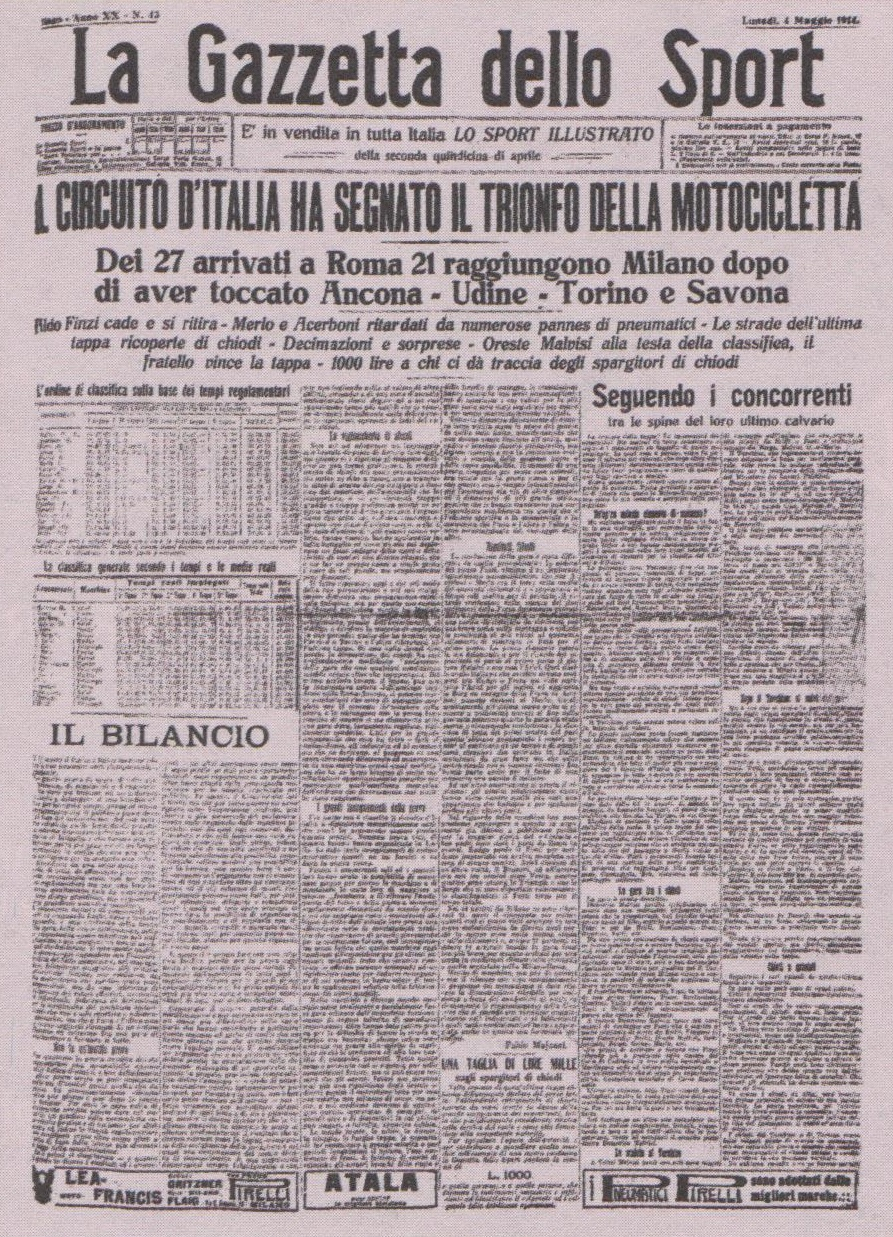
La «Gazzetta dello Sport» annuncia il primo Giro motociclistico d'Italia (4 maggio 1914).

Il Motogiro affonda le radici nella tradizione europea delle corse su strada che nel Belpaese ebbero inizio con il Giro automobilistico d'Italia, del 1901, quando con il termine "automobili" venivano definiti tutti i mezzi a motore. Tale gara era aperta tutti "gli automobili", ovvero a motocicli, vetturette e vetture.

La competizione esclusivamente riservata alle moto ha preso origine dal Circuito d'Italia organizzato nel 1914 dall'Unione Sportiva Milanese e dalla Gazzetta dello Sport, che fu il primo giro motociclistico della Penisola.
La prima edizione con la denominazione di "Motogiro d'Italia" si tenne nel 1953 grazie alla Federazione Motociclistica Italiana e al quotidiano bolognese «Lo Stadio», continuando fino al 1957, anno in cui vennero interrotte le competizioni su strada a causa del grave incidente occorso durante la Mille Miglia. In seguito si ebbero delle rievocazioni storiche della gara, quindi gare di regolarità e non vere e proprie competizioni di velocità.

## Rievocazione storica
Ritorna nel 67, 68, 69 sempre grazie alla Federazione, ma con la formula della regolarità. Il Moto Club Terni L. Liberati – P. Pileri ha rilanciato la manifestazione nel 1989 ottenendo da subito un buon successo di partecipazione, successo accresciuto nel gli anni a seguire. Il Motogiro d’Italia viene riproposto nel 2011 nella veste della commemorativa edizione del ventennale e può contare, su un pubblico affezionato e su partecipanti entusiasti di tornare ancora una volta a rivivere lo spirito sportivo e la passione degli anni d’oro del motociclismo. Il «nuovo» Motogiro d'Italia è una manifestazione commemorativa che si svolge sotto il diretto patrocinio della FMI (Federazione Motociclistica Italiana) e FIM. I motoveicoli partecipanti sono, di regola, moto stradali (o da regolarità) prodotte negli anni del Motogiro, ma di recente è stata autorizzata la partecipazione di altri modelli non correlati agli anni 1953 – 1957. Il motoclub Terni «Libero Liberati e Paolo Pileri»  dal 1989 gestisce l'organizzazione per la rievocazione storica del Motogiro,  proponendo ogni anni percorsi nuovi e seguendo le iscrizioni dei partecipanti alla manifestazione. Oltre cinquanta persone compongono lo staff al seguito della manifestazione; dal personale per la logistica, ai commissari di percorso, alle staffette in moto.

## Albo d'oro dal 1953
1953
- Categoria unica - 6 tappe per un totale di 3.040 km
- 1º assoluto Leopoldo Tartarini su Benelli Leoncino
- Vincitori di classe
  - Classe 175 cm³: Venturi su MV Agusta alla media di 93,771 km/h
  - Classe 125 cm³: Tartarini su Benelli alla media di 96,342 km/h
  - Classe 75 cm³: Mariani su Laverda alla media di 81,172 km/h
  - Classe 50 cm³: Giovannetti su Motom alla media di 63,705 km/h

1954
- Categoria unica - 8 tappe per un totale di 3.414 km
- 1º assoluto Tarquinio Provini su Mondial
- Vincitori di classe
  - Classe 175 cm³: Provini su Mondial alla media di 100,700 km/h
  - Classe 125 cm³: Tartarini su Benelli alla media di 93,450 km/h
  - Classe 100 cm³: Zanzani su Laverda alla media di 86,400 km/h
  - Classe 75 cm³: Mariani su Laverda alla media di 82,290 km/h

1955
- Categoria unica - 9 tappe per un totale di 3.438 km
- 1º assoluto Emilio Mendogni su Moto Morini
- Vincitori di classe
  - Classe 175 cm³: Mendogni su Moto Morini alla media di 105,635 km/h
  - Classe 125 cm³: Campanelli su Benelli alla media di 95,568 km/h
  - Classe 100 cm³: Degli Antoni su Ducati alla media di 98,907 km/h
  - Classe 75 cm³: Galliani su Capriolo alla media di 88,005 km/h

1956
- Categorie "Sport" e "Derivate di serie" - 8 tappe per un totale di 2.563 km
- 1º assoluto Giuliano Maoggi su Ducati
- Vincitori di classe - Categoria macchine "Sport"
  - Classe 175 cm³: Tassinari su Moto Morini alla media di 99,127 km/h
  - Classe 125 cm³: Maoggi su Ducati alla media di 99,792 km/h
  - Classe 100 cm³: Gandossi su Ducati alla media di 98,184 km/h
  - Classe 75 cm³: Ghiro su Ceccato alla media di 89,615 km/h
- Vincitori di classe - Categoria macchine "Derivate di serie"
  - Classe 175 cm³: Perfetti su Bianchi alla media di 98,850 km/h
  - Classe 125 cm³: Rosati su Rumi alla media di 87,060 km/h
  - Classe 100 cm³: Marchi su Laverda alla media di 92,531 km/h
  - Classe 75 cm³: Jacopini su Laverda alla media di 85,593 km/h

1957
- Categorie "Formula 2" e "Formula 3" - 9 tappe per un totale di 2.060 km
- 1º assoluto Remo Venturi su MV Agusta
- Vincitori di classe - Categoria "Formula 2"
  - Classe 175 cm³: Venturi su MV Agusta alla media di 105,121 km/h
  - Classe 125 cm³: Graziano su Ducati alla media di 96,611 km/h
  - Classe 100 cm³: Mandolini su Ducati alla media di 94,543 km/h
  - Classe 75 cm³: Montesi su Laverda alla media di 89,990 km/h
- Vincitori di classe - Categoria macchine "Formula 3"
  - Classe 175 cm³: Giuseppe Rottigni su Parilla alla media di 97.881 km/h
  - Classe 125 cm³: Ferrari su Benelli alla media di 91,549 km/h
  - Classe 100 cm³: Pastorelli su Laverda alla media di 94,613 km/h
  - Classe 75 cm³: Silvagni su Laverda alla media di 87,277 km/h

## Curiosità
- Al Motogiro d'Italia del 1956 partecipò anche il conte Giacomo Leopardi, omonimo pronipote del celebre poeta e grande appassionato di motociclismo, al cui seguito viaggiava l'austera limousine di famiglia, guidata dal fido maggiordomo, stracolma di bagagli e ricambi.